# Prosopocera tricornis
Prosopocera tricornis är en skalbaggsart som beskrevs av Stefan von Breuning 1960. Prosopocera tricornis ingår i släktet Prosopocera och familjen långhorningar. Inga underarter finns listade i Catalogue of Life.